# Marthalen
Marthalen é uma comuna da Suíça, situada no distrito de Andelfingen, no cantão de Zurique. Tem 14,11 km² de área e sua população em 2018 foi estimada em 1.908 habitantes.